# Barranco del Infierno
Barranco del Infierno este o arie protejată (arie specială de conservare — SAC, sit de importanță comunitară — SCI) din Spania întinsă pe o suprafață de 1.824,1 ha, integral pe uscat.

## Localizare
Centrul sitului Barranco del Infierno este situat la coordonatele 28°07′15″N 16°42′30″W / 28.1208°N 16.7082°V.

## Înființare
Situl Barranco del Infierno a fost declarat sit de importanță comunitară în octombrie 1999 pentru a proteja 3 specii de plante. Situl a fost protejat și ca arie specială de conservare în ianuarie 2010.

## Biodiversitate
Situată în ecoregiunea , aria protejată conține 4 habitate naturale: Păduri endemice cu Juniperus spp., Păduri de pin endemic canariene, Pante stâncoase silicioase cu vegetație casmofită, Tufărișuri termo-mediteraneene și de pre-deșert.
La baza desemnării sitului se află mai multe specii protejate de  plante (3): Anagyris latifolia, Ceropegia dichotoma subsp. krainzii, Sideritis infernalis.